# Vladimír Hlavatý
Vladimír Hlavatý (teljes neve Vladimír Michael Hlavatý) (Prága, 1905. október 29. – Prága, 1992. október 27.) cseh színész, színházi pedagógus, a Vinohrady Színház tagja volt.

## Életrajza
Színészcsaládból származik, édesapja az Uránia Színházban játszott, majd 1907-ben a család átköltözött Vinohrady-ba, ahol apja a Városi Színházban, mint rendező, és színész volt 1907 és 1933 között.
A diploma megszerzése után 1923-ban a Tyl Színház tagja lett, majd 1925 áprilisától a Dél-Csehországi Nemzeti Színházban játszott, ezután kis megszakítással 1926-ban ismét visszatért a színházhoz. Megbízásokat kapott 1929-ben, és Londonba ment, majd a Vinohrady Színházba tért vissza, ahol 1989-ig dolgozott. A színház mellett televízióban, rádióban is játszott, illetve szinkronizált. Első filmszerepe 1921-ben apja némafilmjében volt, az utolsó filmszerepe 65 évvel később, 1986-ban.
Színészként jellemző volt rá a jó előadásmód, és minden karakter szerepében megállta a helyét. 
Tanárként is helyt állt, a Prágai Konzervatóriumban tanított 1946 és 1970 között.

## Családja
1939-ben nősült. Fia Jan Hlavatý 1946-ban született.